# Маркін Юрій Володимирович
Юрій Володимирович Маркін (нар. 19 січня 1971, Запоріжжя, УРСР) — радянський та український футболіст, захисник та півзахисник. Зараз — тренер запорізького «Металурга».

## Клубна кар'єра

### Запорізький період
Юрій Маркін народився 19 січня 1971 року в Запоріжжі. Вихованець місцевої ДЮСШ «Металург».
На дорослому рівні розпочав виступати в 1988 році в складі запорізького «Торпедо», яке на той час виступало в Другій лізі СРСР. У складі «Торпедо» виступав до 1990 року, за цей час у чемпіонатах СРСР зіграв лише 24 матчі. Того ж 1990 року став переможцем Чемпіонату УРСР.
В 1990 році перейшов до іншої команди з Запоріжжя, «Металурга». У футболці свого нового клубу дебютував 4 листопада 1990 року в нічийному (2:2) виїзному поєдинку 41-го туру першої ліги чемпіонату СРСР проти кишинівського «Ністру». У тому поєдинку Юрій замінив автора нереалізованого пенальті Олега Тарана.
Загалом в останні роки існування радянського чемпіонату зіграв 11 матчів, ще двома голами у футболці запорожців за молодіжну команду. В 1990 році разом із партнерами по команді став бронзовим призером Першої ліги чемпіонату СРСР.
В 1992 році стартував перший чемпіонат незалежної України, в розіграші якого з Юрієм Маркіним у складі стартував і запорізький «Металург». Проте в цей період фінансова ситуація в клубі суттєво погіршилася, значна частина досвідчених футболістів перейшла в сусідній «Торпедо». Водночас Юрій вирішив залишитися в команді. У чемпіонаті України дебютував 7 березня 1992 року в нічийному (1:1) домашньому поєдинку 1-го туру 1-ї підгрупи вищої ліги чемпіонату України проти донецького «Шахтаря». Маркін вийшов на поле в стартовому складі та відіграв увесь поєдинок.
Дебютним голом за металургів відзначився 22 листопада 1992 року на 7-й хвилині нічийного (1:1) домашнього поєдинку 15-го туру вищої ліги чемпіонату України проти криворізького «Кривбасу». Юрій вийшов на поле в стартовому складі та відіграв увесь поєдинок. У складі запорожців тривалий період був капітаном команди.
Загалом у футболці «Металурга» в чемпіонатах України зіграв 213 матчів та відзначився 19 голами, ще 30 матчів провів у кубку України. З 1998 по 1999 роки зіграв 4 матчі (1 гол) у складі друголігового фарм-клубі запорізької команди, «Металургу-2».

### «Зміна обстановки»
В 1999 році Маркін вирішив змінити обстановку та залишив «Металург». Новою командою Юрія стала кіровоградська «Зірка». У футболці кіровоградського клубу дебютував 15 серпня 1999 року в програному (0:3) виїзному поєдинку 7-го туру вищої ліги чемпіонату України проти львівських «Карпат». Маркін вийшов на поле в стартовому складі та відіграв увесь поєдинок, а на 68-ій хвилині отримав жовту картку. Проте закріпитися у «Зірці» йому так і не вдалося. За період свого перебування у футболці кіровоградського клубу в чемпіонаті України зіграв лише 7 матчів (ще 2 матчі зіграв за молодіжну команду). Крім цього, провів 2 матчі у футболці друголігового фарм-клубу кіровоградської команди, «Зірці-2».
У 2000 році перейшов до складу іншого представника вищої ліги чемпіонату України, сімферопольської «Таврії». 18 березня 2000 року дебютував за кримську команду в програному (0:4) виїзному поєдинку 16-го туру вищої ліги проти полтавської «Ворскли». Юрій вийшов на поле в тому матчі на 46-й хвилині, замінивши Дениса Андрієнка. Першим та єдиним голом за сімферопольську команду відзначився 14 травня 2000 року на 86-ій хвилині нічийного (2:2) домашнього поєдинку вищої ліги проти харківського «Металіста». Юрій вийшов у стартовому складі та відіграв увесь матч. У складі Таврії став основним гравцем, у чемпіонаті України зіграв 15 матчів та відзначився 1 голом.
Проте того ж року перейшов до складу алчевської «Сталі», яка на той час також виступала у вищій лізі. У футболці алчевського клубу дебютував 12 липня 2000 року в програному (1:2) домашньому матчі вищої ліги проти столичного ЦСКА. Маркін вийшов у стартовому складі та відіграв увесь поєдинок. Протягом свого перебування в «Сталі» зіграв 8 матчів у чемпіонаті України.
З 2001 по 2002 роки захищав кольори аматорського запорізького клубу ЗАлК, який виступав у чемпіонаті Запорізької області. Разом з командою у 2002 році став переможцем обласного чемпіонату. Загалом у складі запорізького аматорського клубу зіграв 24 матчі та відзначився 3-ма голами.
У 2003 році повернувся до професійного футболу, підписавши контракт із клубом «Система-Борекс» з першої ліги чемпіонату України. 19 березня 2003 року дебютував у першій лізі за бородянський клуб у нічийному (0:0) домашньому матчі 19-го туру проти івано-франківського Прикарпаття. Юрій вийшов у стартовому складі та відіграв увесь поєдинок. Протягом свого перебування в бородянському клубі в чемпіонаті України зіграв 22 матчі.
У 2004 році покинув Україну та виїхав до В'єтнаму, де підписав контракт із місцевим клубом «Дельта-Донгхтап». У футболці цього клубу відзначився 1 голом.
У 2005 році повернувся в Україну та продовжив свої виступи в запорізькому ЗАлКу, в складі якого зіграв 3 матчі. Останнім клубом в кар'єрі для Юрія Маркіна є запорізький «Росо-Неро», кольори якого він захищав у 2014 році.

## Тренерська кар'єра
Одразу ж після завершення кар'єри гравця почав займатися тренерською діяльністю. З 8 липня 2005 по червень 2007 років працював тренером у СДЮШОР «Металург» (Запоріжжя). У 2007 році працював головним тренером «Металурга-2» (Запоріжжя). З липня 2008 по липень 2016 року знову працював тренером у СДЮШОР «Металург» (Запоріжжя). З 12 липня 2016 року працює тренером у запорізькому «Металурзі».

## Досягнення

### На професіональному рівні
- Перша ліга чемпіонату СРСР
  -  Бронзовий призер (1): 1990

- Чемпіонат УРСР
  -  Чемпіон (1): 1990

### На аматорському рівні
- Чемпіонат Запорізької області
  -  Чемпіон (1): 2002